# Sarah Rafferty
Sarah Gray Rafferty (New Canaan, 6 de desembre de 1972) és una actriu estatunidenca, coneguda principalment per la seva interpretació de Donna Roberta Paulsen a la sèrie de televisió de USA Network Suits.

## Biografia
Rafferty va créixer essent la petita de quatre filles a Riverside, un barri de Greenwich (Connecticut). Explica que va ser la seva mare, Mary Lee Rafferty, directora del departament d'anglès de l'escola del Convent del Sagrat Cor, i el seu pare, Michael Griffin Rafferty Jr., que es dedica a les finances i a pintar a l'oli, els qui van cultivar la seva passió per les arts. Les seves germanes es diuen Maura, Ann i Constance.
Rafferty va estudiar a l'Acadèmia Phillips d'Andover (Massachusetts), on es va graduar el 1989. Va estudiar anglès i teatre al Hamilton College i, durant un any, va estudiar teatre al Regne Unit i a la Universitat d'Oxford, abans de graduar-se magna cum laude a Hamilton el 1993. Finalment va anar a la Yale School of Drama, aconseguint un Màster en Arts Dramàtiques.

## Filmografia

### Cinema
| Any  | Títol                           | Paper      | Notes            |
| ---- | ------------------------------- | ---------- | ---------------- |
| 2000 | Mambo Café                      | Amy        |                  |
| 2002 | Speakeasy                       | Nurse      |                  |
| 2004 | Soccer Dog: European Cup        | Cora Stone |                  |
| 2006 | Falling for Grace               | Sydney     |                  |
| 2006 | The Devil Wears Prada           | Liz        | Escena eliminada |
| 2009 | Four Single Fathers             | Julia      |                  |
| 2011 | Small, Beautifully Moving Parts | Emily      |                  |

### Televisió
| Any          | Títol                          | Paper                           | Notes                                                        |
| ------------ | ------------------------------ | ------------------------------- | ------------------------------------------------------------ |
| 1998         | Trinity                        | Sarah                           | Pel·lícula per TV                                            |
| 1999         | Law & Order                    | Jennifer Shaliga                | Episodi: "Ambitious"                                         |
| 2001         | Walker, Texas Ranger           | Laura Pope                      | Episodi: "Desperate Measures"                                |
| 2002         | Third Watch                    | Kelly                           | Episodi: "Crash and Burn"                                    |
| 2002         | CSI: Miami                     | Melissa Starr                   | Episodi: "Breathless"                                        |
| 2002         | The District                   | Sally                           | Episodi: "Small Packages"                                    |
| 2003         | Without a Trace                | Dr. Patty Morrison              | Episodi: "The Friendly Skies"                                |
| 2003         | Six Feet Under                 | Rachel Mortimer                 | Episodi: "The Eye Inside"                                    |
| 2003         | The Practice                   | Judy Wilson                     | Episodi: "Heroes and Villains"                               |
| 2003         | Tremors                        | Dr. Casey Matthews              | Episodis: "Flora or Fauna", "Graboid Rights", "Water Hazard" |
| 2003         | Good Morning, Miami            | Lila                            | Episodi: "The Ex Games"                                      |
| 2004         | CSI: Crime Scene Investigation | Terry Minden                    | Episodi: "Eleven Angry Jurors"                               |
| 2004         | Charmed                        | Carol                           | Episodi: "The Legend of Sleepy Halliwell"                    |
| 2004         | Second Time Around             | Daphne Fitzgerald               | Episodis: "Pilot", "Secrets"                                 |
| 2004         | 8 Simple Rules                 | Danielle                        | Episodi: "A Very C.J. Christmas"                             |
| 2006         | Pepper Dennis                  | Callie                          | Episodi: "Heiress Bridenapped: Film at Eleven"               |
| 2007         | Football Wives                 | Kelly Cooper                    | Pel·lícula per TV                                            |
| 2007         | What If God Were the Sun?      | Rachel                          | Pel·lícula per TV                                            |
| 2008         | Samantha Who?                  | Kayla Kaminski                  | Episodi: "So I Think I Can Dance"                            |
| 2009         | Law & Order: Criminal Intent   | Sandra Dunbar / Sandra O'Bannon | Episode: "Passion"                                           |
| 2009         | Numb3rs                        | Margo                           | Episodi: "7 Men Out"                                         |
| 2009         | Bones                          | Katie Selnick                   | Episodi: "The Foot in the Foreclosure"                       |
| 2010         | Brothers & Sisters             | Gloria Pierson-Davenport        | Episodi: "A Righteous Kiss"                                  |
| 2011–present | Suits                          | Donna Roberta Paulsen           | Paper principal (92 episodis)                                |
| 2016         | All Things Valentine           | Avery Parker                    | Pel·lícula per TV                                            |